# League of Ireland
La League of Ireland (in irlandese Sraith na hÉireann, denominata anche SSE Airtricity League per motivi di sponsorizzazione) è una lega calcistica che racchiude i due massimi livelli del campionato irlandese di calcio, gli unici a natura professionistica, seppur fortemente calmierata da un salary cap a causa delle scarse risorse economiche. Fondata nel 1921 come campionato di otto squadre, è attualmente costituita da 20 squadre suddivise in due gironi: la Premier Division (che rappresenta il primo livello del campionato di calcio irlandese) e la First Division (rappresentante invece il secondo livello).
La lega, gestita a partire dal 2006 dalla FAI, dal 2010 occupa il ventinovesimo posto nel ranking UEFA.

## Storia
Con la proclamazione dello Stato Libero d'Irlanda nel 1921 fu organizzata la prima edizione del campionato di calcio irlandese, denominata Free State League e costituita da otto squadre provenienti da Dublino, sulle quali ebbe infine la meglio il Saint James's Gate. Nelle prime dieci edizioni del campionato, nonostante l'aumento del numero di squadre partecipanti a 10 e l'ammissione alla lega di squadre provenienti dalle altre città, il dominio del campionato rimase ascritto a Dublino con Shelbourne, Bohemians e Shamrock Rovers a spartirsi i titoli: furono in seguito il Dundalk (prima squadra all'infuori di Dublino a vincere un campionato) e lo Sligo Rovers ad interrompere, nel corso degli anni trenta, l'egemonia dei club della capitale.
Gli anni quaranta videro invece la città di Cork come dominatrice assoluta del campionato, con cinque vittorie in sei edizioni del Cork United, che però abbandonò la lega dopo la vittoria dell'ultimo titolo: di lì in poi Dublino riacquisì la propria centralità grazie ai primi titoli del Drumcondra e del St. Patrick's Athletic. A partire dalla seconda metà degli anni sessanta si poté assistere ad un periodo di predominio delle squadre provinciali, con il Waterford United (vincitore di sei titoli in sette stagioni tra il 1966 e il 1973), il Dundalk e l'Athlone Town a dominare la scena calcistica irlandese. Fu solo lo Shamrock Rovers, a metà degli anni ottanta, a riassegnare il ruolo di città dominante a Dublino con quattro titoli consecutivi vinti tra il 1984 e il 1987.
Nel mentre (1985), fu operata la prima modifica importante alla League of Ireland, la cui organizzazione era rimasta invariata sin dalla sua fondazione. A causa di un eccessivo numero di squadre iscritte (22), se ne decise lo scorporo in due divisioni: la Premier Division, rappresentante la prima divisione, e la First Division, rappresentante la seconda. Nonostante il cambiamento le squadre vincitrici del campionato continuarono ad essere indicate come vincitrici della League of Ireland e non della First Division. Dopo una decade che vide come squadra di punta il St. Patrick's Athletic, ripresosi dopo alcuni decenni di anonimato, il primo decennio del XXI secolo (che rivide il predominio dei club di Dublino sul campionato, con le vittorie del Bohemian, dello Shelbourne e dello Shamrock Rovers) fu caratterizzato da continui cambi di regolamento e da problemi finanziari sia da parte della lega (il cui controllo passò nel 2007 alla FAI), sia dei club: tra i casi più noti vi sono quello dello Shelbourne (escluso dalla Premier Division nonostante la vittoria del campionato nel 2006), del Drogheda United (che rischiò la liquidazione subito dopo la vittoria del campionato nel 2007) e del Cork City (fallito nel 2010 in seguito ad una disastrata condizione finanziaria perdurante dal 2008).

## Formato
Nel corso della sua storia la League of Ireland ha modificato più volte il numero delle squadre partecipanti oscillando da un minimo di 8 negli anni trenta ad un massimo di 16 negli anni ottanta. Questi allargamenti o restrizioni dei quadri della lega avvenivano nel caso in cui una o più squadre ottenevano la licenza per partecipare alla League of Ireland o vi rinunciavano a causa di problemi economici. Il sistema calcistico della League of Ireland subì un profondo cambiamento nel 1985 quando, a causa di un numero eccessivo di squadre iscrittesi alla lega (22), si decise la creazione di due divisioni separate. L'ultima modifica riguardante il formato della League of Ireland risale invece al 1993 quando, in conformità con le nuove regole introdotte dalla FIFA, fu adottato il sistema di assegnazione dei tre punti per vittoria.

### Premier Division
È il massimo livello della divisione e del campionato irlandese, da cui eredita anche il titolo di campione. Si compone (secondo un format vigente dal 2009) di dieci squadre che si affrontano in un doppio girone all'italiana (due volte andata e ritorno) con l'ultima classificata che retrocede in First Division e la terzultima e la penultima che devono disputare uno spareggio di promozione e retrocessione.

### First Division
È il secondo livello della divisione. Secondo un format introdotto nel 2009, si compone di un girone all'italiana di dieci squadre che si affrontano nella stessa maniera della Premier Division (doppio girone all'italiana con la formula andata/ritorno). La prima classificata è promossa direttamente in Premier Division mentre la seconda e la terza devono disputare uno spareggio di promozione e retrocessione. L'ultima classificata deve invece disputare un play-off di promozione e retrocessione con la prima classificata dello A Championship, terza serie del campionato irlandese non organizzata dalla League of Ireland istituita nel 2008.

### A Championship
È stato per brevissimo tempo il terzo campionato irlandese. Collegamento tra le due divisioni professionistiche e le leghe locali affiliate separatamente dalle quattro associazioni calcistiche provinciali irlandesi (Leinster Football Association, Munster Football Association, Connacht Football Association ed Ulster Football Association), la prima edizione si è tenuta nel 2008, ma già nel 2011 è naufragato a causa dell’insostenibilità economica in un paese piccolo come l’Irlanda dove peraltro lo sport nazionale è il rugby.

## Squadre

### Club esteri
La League of Ireland include tra le squadre partecipanti anche un club con sede all'estero, il Derry City. La squadra, inizialmente iscritta all'IFA, abbandonò la federazione nel 1972 per motivi di sicurezza (era in pieno svolgimento il conflitto nordirlandese) e si iscrisse alla League of Ireland nel 1985 dopo aver ricevuto il permesso dall'IFA e dalla UEFA. Nel 2010, a causa di un crack finanziario dovuto alla squalifica della squadra in seguito ad uno scandalo di contratti illegali, il club è stato ricostituito in Irlanda.

## Diritti televisivi
I diritti televisivi della League of Ireland (trasmessa per la prima volta in diretta televisiva nel 1998) sono detenuti da tre emittenti televisive nazionali. La RTÉ, televisione pubblica irlandese, detiene i diritti sulla trasmissione degli highlights (trasmessi nel programma Monday Night Soccer) fino al 2013, anno della scadenza del contratto. Le altre due emittenti (TG4 e Setanta Sports) sono invece autorizzate a trasmettere le partite in diretta. Dal 2001 al 2007 i diritti televisivi, limitatamente agli highlights, erano detenuti anche da TV3.
Grazie alla vendita dei diritti televisivi (che avviene sotto negoziazione della FAI), i club partecipanti alla Premier Division percepiscono da un massimo di 280.000 euro fino a un minimo di 40.000 euro, mentre le squadre della First Division guadagnano dai 66.000 ai 7.000 euro.